# Uperoleia laevigata
Uperoleia laevigata és una espècie de granota que viu a Austràlia.